# تاونشیپ ۱۱، شهرستان روکس، کانزاس
تاونشیپ ۱۱ (به انگلیسی: Township 11) یک منطقهٔ مسکونی در ایالات متحده آمریکا است که در کانزاس واقع شده است. تاونشیپ ۱۱ ۲٬۲۷۷ نفر جمعیت دارد و ۶۵۵ متر بالاتر از سطح دریا قرار دارد.